# José Callejón
José María Callejón Bueno (* 11. Februar 1987 in Motril) ist ein ehemaliger spanischer Fußballspieler.

## Karriere

### Verein
José Callejón begann seine Laufbahn in seiner Heimatstadt beim kleinen Verein Agrupación Deportiva de Fútbol Costa Tropical. Im Sommer 2002 wechselte er zusammen mit seinem Zwillingsbruder Juanmi Callejón in die Jugend von Real Madrid. In der Saison 2007/08 debütierte er in der Zweitmannschaft der Hauptstädter, Real Madrid Castilla, wo er mit 21 Toren zu einer der Stützen der Mannschaft wurde. Im Sommer 2008 verpflichtete ihn der spanische Erstligist Espanyol Barcelona, Real Madrid behielt ein Vorkaufsrecht. Sein Debüt in der Primera División feierte er schließlich am 20. September 2008 gegen den FC Getafe.
Am 23. Mai 2011 gab Real Madrid die Verpflichtung Callejóns für fünf Millionen Euro bekannt. Er unterschrieb einen Fünfjahresvertrag bis zum 30. Juni 2016. In der Saison 2011/12 bestritt Callejón insgesamt 37 Pflichtspiele, schoss 13 Tore und gewann mit Real Madrid auf Anhieb die Meisterschaft. In der Spielzeit 2012/13 folgten weitere 40 Pflichtspiele und sieben Tore. Es gelang Callejón jedoch nicht, über die Rolle des Einwechselspielers hinauszukommen. Zur Saison 2013/14 wechselte Callejón für zehn Millionen Euro in die Serie A zum SSC Neapel. Er unterschrieb einen Vierjahresvertrag bis Juni 2017. Im Oktober 2020 wechselte er zu der AC Florenz und im Juni 2022 schloss er sich dem damaligen spanischen Zweitligisten FC Granada an. Nach einer weiteren Station beim Marbella FC beendete er seine Karriere im Sommer 2025.

### Nationalmannschaft
José Callejón feierte am 25. März 2008 gegen Kasachstan sein Debüt in der Spanischen U-21. Mit ihr brachte er es auf vier Einsätze und ein Tor. Am 15. November 2014 debütierte er für die Spanische Fußballnationalmannschaft mit einer Einwechslung in der 69. Minute für Santi Cazorla beim 3:0-Sieg gegen Weißrussland. Es folgten je ein Einsatz im Testspiel gegen Deutschland (0:1) drei Tage später sowie fast auf den Tag genau zwei Jahre darauf eine Einwechslung kurz vor Spielende im WM-Qualifikationsspiel gegen Mazedonien (4:0).

## Erfolge
Espanyol Barcelona
- Copa Catalunya: 2010

Real Madrid
- Spanischer Meister: 2012
- Supercopa de España: 2012

SSC Neapel
- Coppa Italia: 2014, 2020

## Auszeichnungen
- Torschützenkönig der Coppa Italia: 2014